# 三池淵機場
三池淵機場（朝鲜语：／ Samjiyŏn Konghang */?）是一座位於朝鮮民主主義人民共和國兩江道三池渊市的機場，其主要為朝鮮人民軍空軍所使用，其民航業務僅有國營之高麗航空提供的少數國內航班。

## 图片

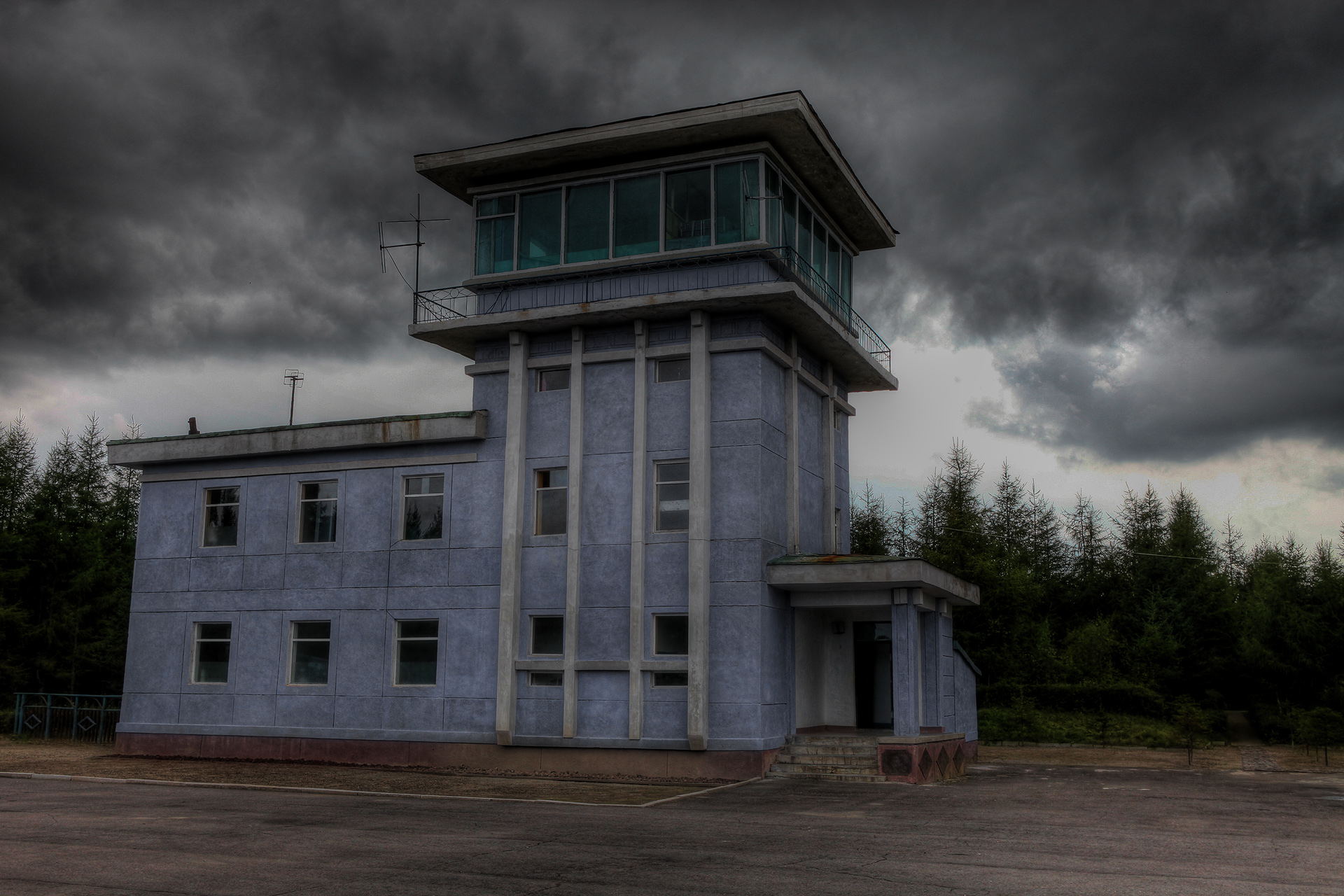
塔台
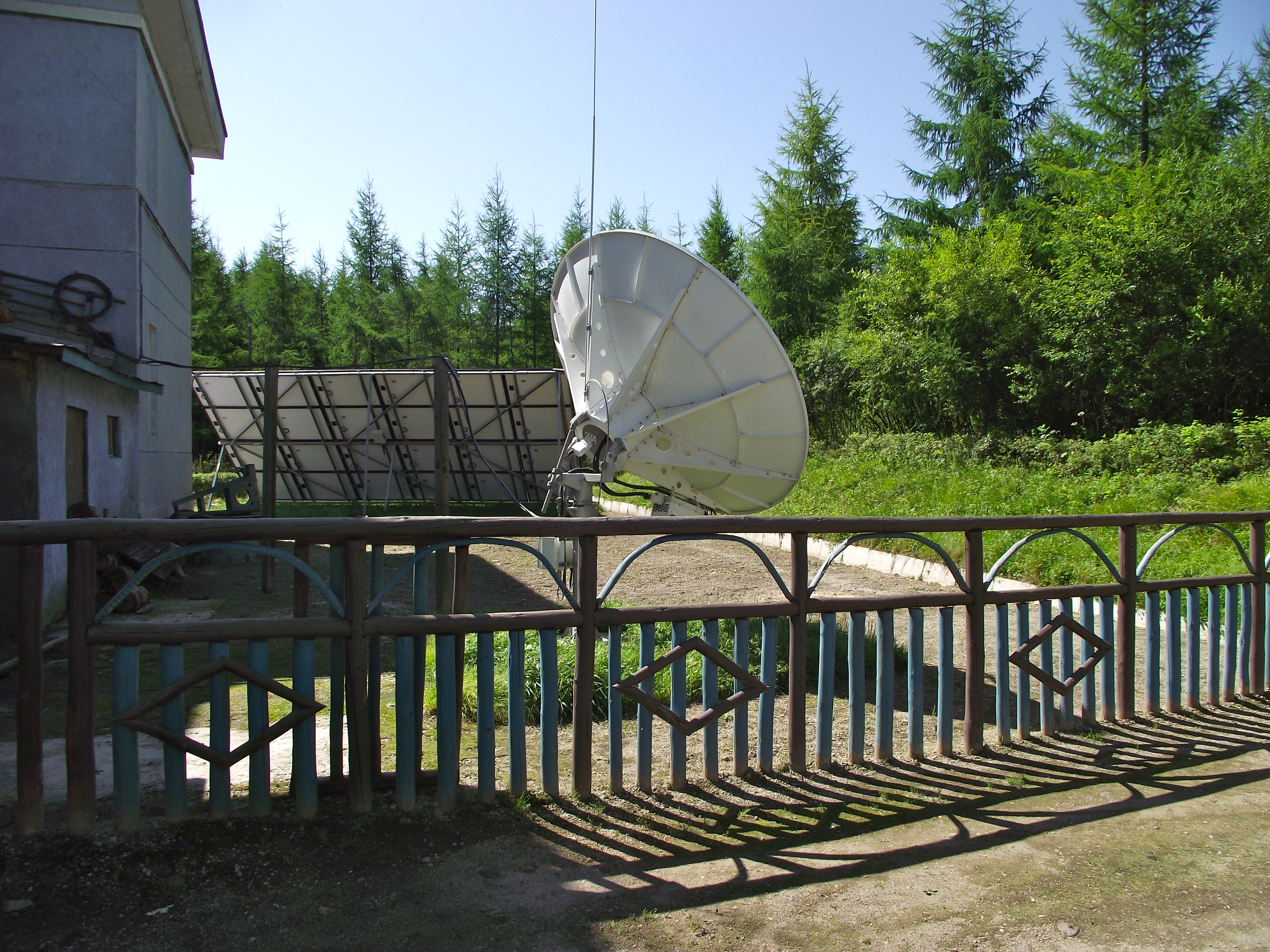
衛星碟
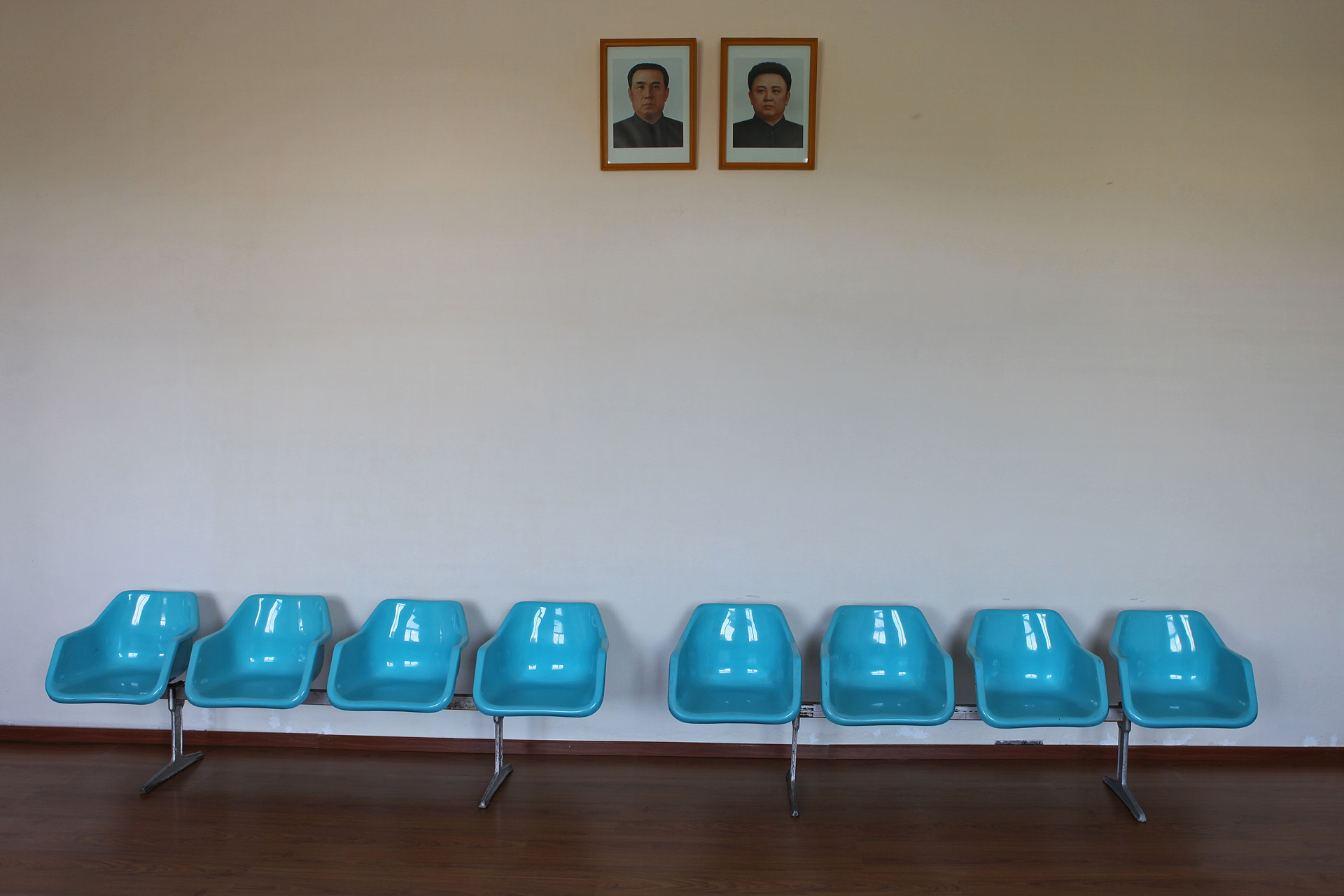
候機室
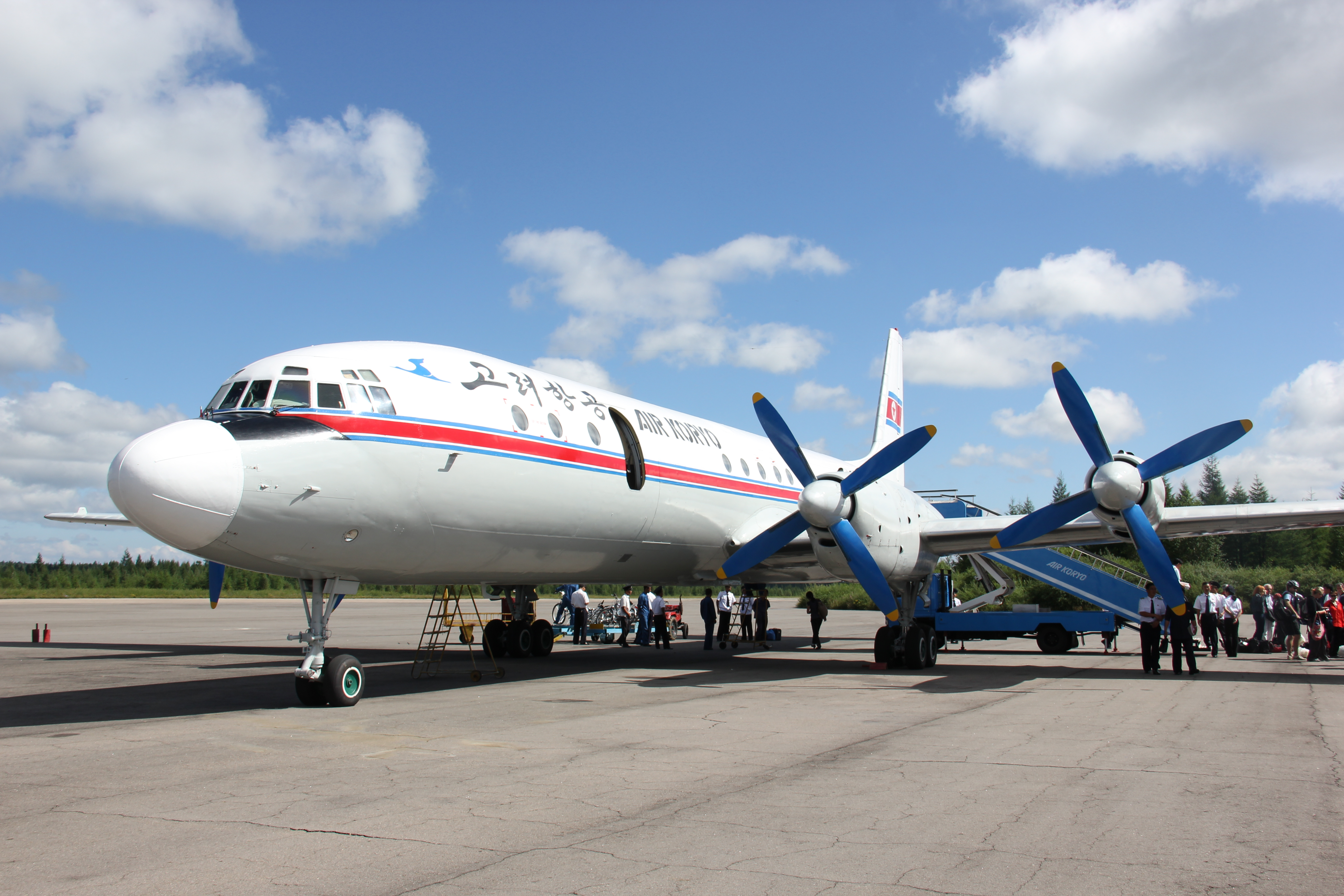
停機坪
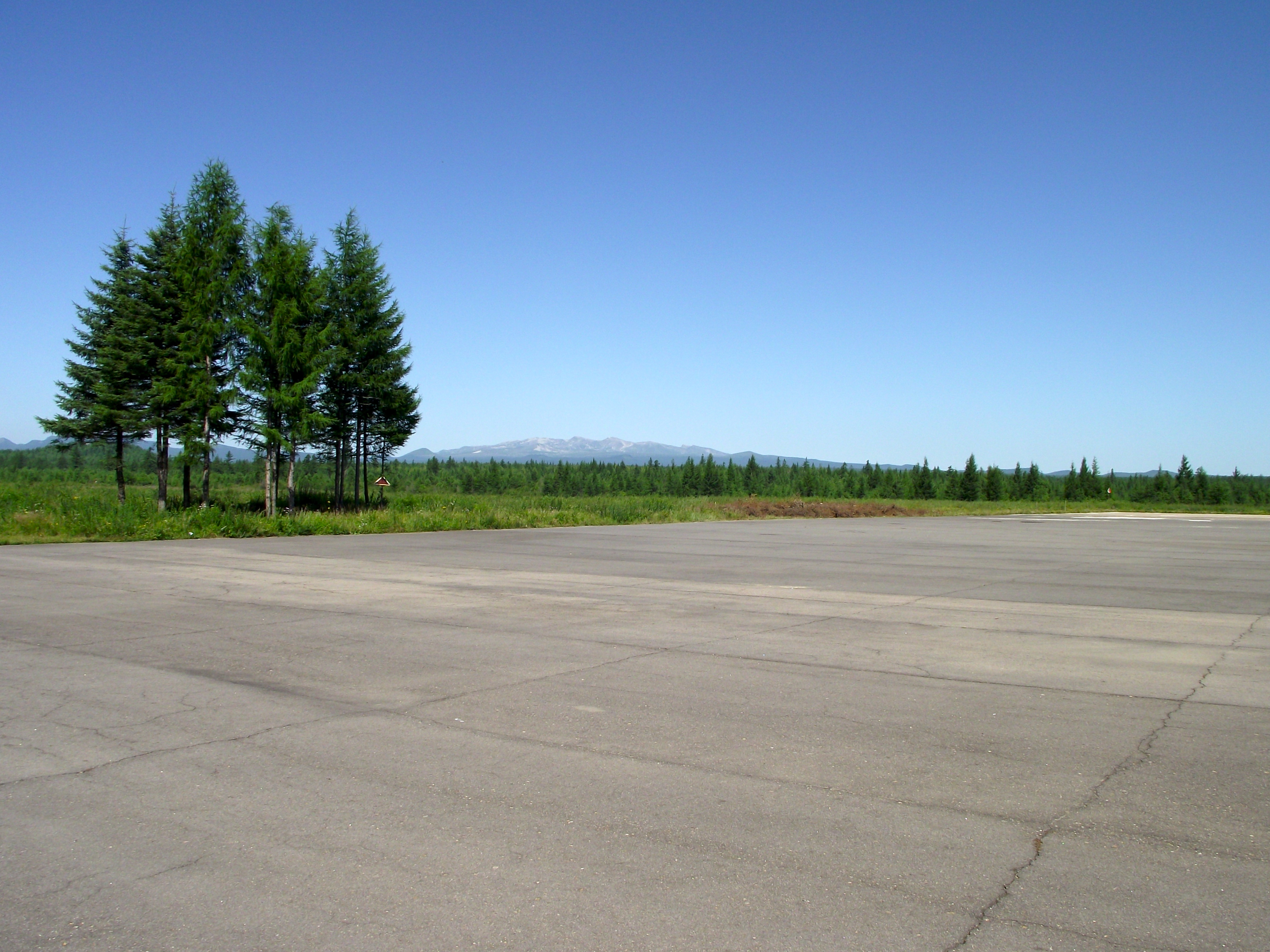
机场停机坪，远处为长白山

## 航空公司與目的地
| 航空公司 | 目的地 |
| -------- | ------ |
| 高麗航空 | 平壤   |